# Tervo
Tervo è un comune finlandese di 1441 abitanti, situato nella regione del Savo Settentrionale.